# Rocky (jeu vidéo, 2002)
Pour les articles homonymes, voir Rocky.
Rocky est un jeu vidéo de boxe développé par Rage Software et édité par Ubisoft. Ce jeu est adapté de la série de films Rocky. Ce jeu est sorti sur Game Boy Advance, PlayStation 2, Gamecube et Xbox en 2002.

## Système de jeu
Le joueur incarne le personnage joué par Sylvester Stallone pour disputer des combats qui retraceront ceux des films. Pour ce faire, il faudra bien sûr s’entraîner, ce que le jeu propose par le biais de la salle d'entraînement qui permettra de s’améliorer avec les différents exercices présents dans cette salle.

## Accueil
- Jeux vidéo Magazine : 14/20[1]